# サテライトしおさい鹿島
サテライトしおさい鹿島（サテライトしおさいかしま）は、茨城県鹿嶋市にある競輪場外車券売場である。
本項では併設されているオートレース場外車券売場のオートレースしおさい鹿島（オートレースしおさいかしま）についても記述する。

## 概要
サテライトしおさい鹿島は2003年に競輪場外として開設された。施設名については既に『サテライトかしま』（福島県南相馬市）が存在していたことから、同じ発音による混同をさけるため「しおさい」の文字も加えられた。
2016年には施設の一部を改修しオートレース場外のオートレースしおさい鹿島もオープンさせている。

## 発売スケジュール
サテライトとしては取手競輪場の全開催と、全国の特別競輪・記念競輪、ナイターを含む一部のFI・FIIなど1日最大3場発売している。
オートレースは川口オートレース場の開催を中心にナイターを含む1日最大2場発売している。

## 施設
- 映像設備 - 300インチビジョン
- 観覧席（競輪・オートレース共用）
  - 一般観覧席 - 340席
  - 特別観覧席（1000円） - 120席
  - ロイヤル席（2000円） - 24席
- レストラン

## アクセス
- 鹿島神宮駅から鹿嶋コミュニティバス「高松緑地公園」バス停下車（平日のみ運行）。
- 関東鉄道バス利根川線（鹿島神宮駅 - 銚子駅）「宇宙通信センター」バス停より徒歩数分。
- かしま号などの高速バス停「宇宙通信センター」または「鹿島アントラーズクラブハウス」から徒歩数分。
- 日曜・祝日は銚子駅方面から無料送迎バスが1日1往復運行。